# Dan Bongino
Daniel John Bongino (Queens, 4 de diciembre de 1974) es un agente de la ley estadounidense que se desempeña como el vigésimo director adjunto del Buró Federal de Investigaciones (FBI) desde el 17 de marzo de 2025. También es un comentarista político conservador y presentador de radio, presentando The Dan Bongino Show en Rumble y anteriormente presentó Unfiltered with Dan Bongino en Fox News hasta abril de 2023.
Bongino comenzó su carrera como oficial del Departamento de Policía de la Ciudad de Nueva York (NYPD) de 1995 a 1999 antes de servir como agente del Servicio Secreto de Estados Unidos de 1999 a 2011. Posteriormente se postuló tres veces al Congreso como republicano, aunque sin éxito.
El 23 de febrero de 2025, el presidente Donald Trump anunció que Bongino había sido nombrado próximo subdirector del FBI y asumió el cargo el 17 de marzo de 2025.

## Primeros años de vida y educación
Nació y creció en Queens, Nueva York. Es de ascendencia italiana.
Se graduó de Archbishop Molloy High School, una escuela secundaria católica exclusivamente masculina en Jamaica (Queens), en 1992. Asistió al Queens College, donde obtuvo una licenciatura y una maestría en psicología. También obtuvo una Maestría en Administración de Empresas de la Universidad Estatal de Pensilvania.

## Carrera en el Servicio Secreto y en la aplicación de la ley (1995-2011)
Trabajó como agente de policía en el Departamento de Policía de Nueva York de 1995 a 1999.
Se unió al Servicio Secreto de los Estados Unidos en 1999 como agente especial. En 2002 dejó la Oficina de Campo de Nueva York para convertirse en instructor en la Academia de Entrenamiento del Servicio Secreto en Beltsville (Maryland). En 2006, fue asignado a la División de Protección Presidencial durante el segundo mandato de George W. Bush. Continuó cumpliendo funciones de protección después de que Barack Obama fuera elegido presidente, y abandonó el cargo en mayo de 2011 para postularse para el Senado de Estados Unidos. 
También en 2011, The Baltimore Sun informó que era el investigador principal de un plan de fraude en el alquiler de automóviles. Su trabajo contribuyó a que dos personas fueran acusadas de fraude electrónico federal.
Fue criticado por excolegas del Servicio Secreto por usar su experiencia en el Servicio Secreto como parte de su campaña para un cargo político y por su afirmación de tener información secreta basada en conversaciones que escuchó en la Casa Blanca de Obama. Un excolega lo criticó por intentar utilizar su proximidad al presidente Barack Obama en su carrera política: «Está tratando de llamar la atención y está secuestrando la marca del Servicio Secreto. Eso es todo lo que tiene a su favor». 
Rechazó el birtherism, la afirmación de que el presidente Obama nació fuera de los Estados Unidos.

## Carrera en los medios

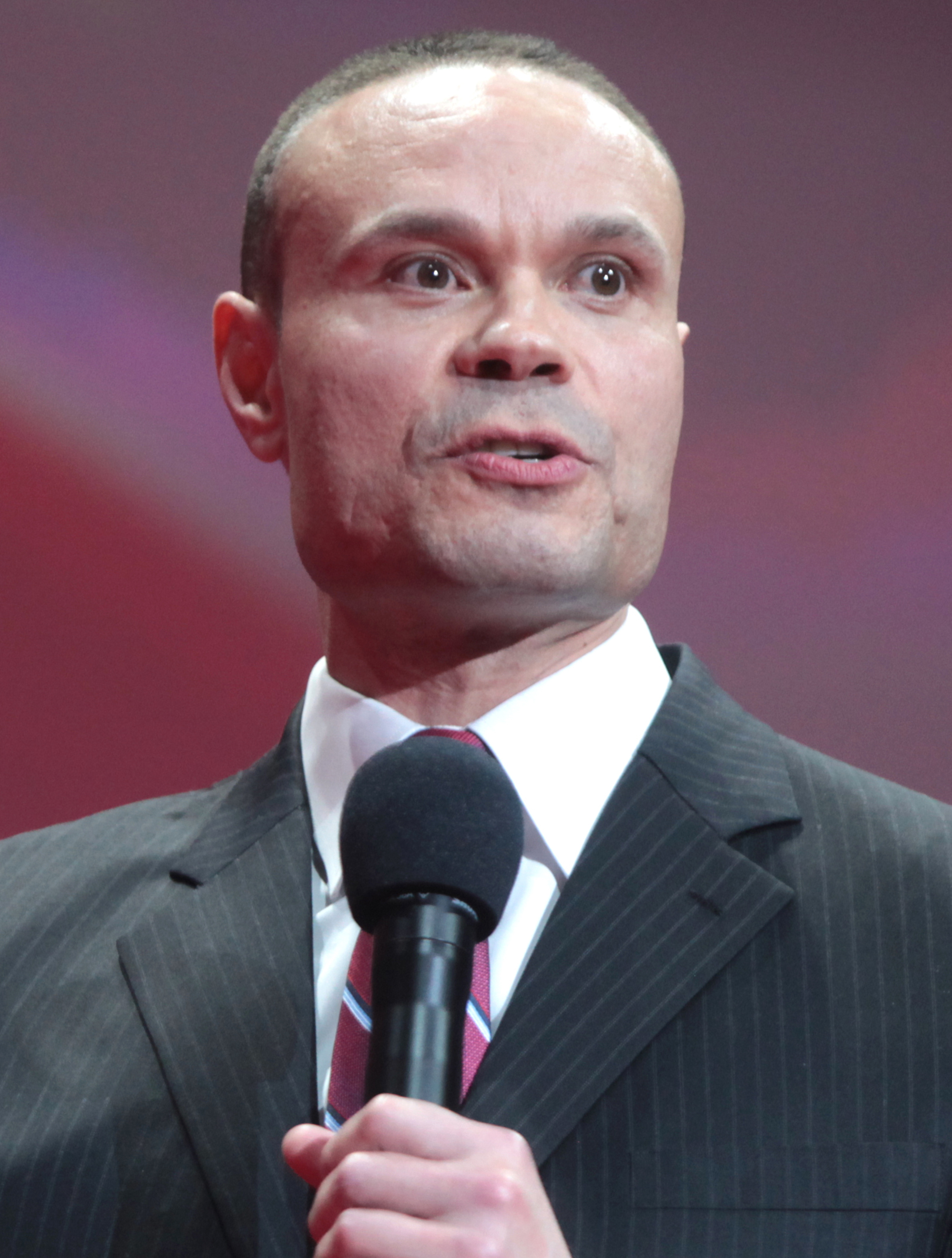
Bongino en 2016

Ha sido presentador de radio y comentarista en programas locales y nacionales. Fue presentador invitado de The Sean Hannity Show y The Mark Levin Show y reemplazó a WMAL-FM en Washington D. C., y WBAL en Baltimore. Fue colaborador remunerado de NRATV hasta diciembre de 2018. También fue el presentador invitado de Hannity en Fox News en diciembre de 2018.
En diciembre de 2019, lanzó el Bongino Report como una alternativa al Drudge Report, criticando a su fundador, Matt Drudge, por supuestamente alejarse de apoyar a Donald Trump.
En octubre de 2020, Politico informó que las publicaciones de Bongino en Facebook se encontraban habitualmente entre las más compartidas en la plataforma.
Tras el asalto al Capitolio de los Estados Unidos de 2021, la cuenta de Twitter de Bongino fue suspendida temporalmente el 7 de enero por violar la política de integridad cívica de la plataforma. En su pódcast, argumentó que los movimientos de izquierda habían normalizado la violencia política y acusó a los medios liberales de hipocresía en su cobertura de las protestas.
En marzo de 2021, Cumulus Media contrató a Bongino para reemplazar a The Rush Limbaugh Show en sus estaciones de radio habladas mientras continuaba transmitiendo su pódcast de una hora. En mayo de ese año, Fox News anunció que presentaría Unfiltered con Dan Bongino, que se estrenó el 5 de junio. Entre julio y agosto de 2021, presentó Canceled in the USA, una serie de cinco partes en Fox Nation sobre la cultura de la cancelación. Talkers Magazine estimó que su programa de radio tenía 8,5 millones de oyentes en octubre de 2021, ocupando el segundo lugar entre los programas que compiten para suceder al de  Rush Limbaugh.
En enero de 2022, YouTube baneó permanentemente a Bongino por intentar eludir una suspensión temporal relacionada con un video que cuestionaba la eficacia de las mascarillas durante la pandemia de COVID-19. Antes de la prohibición, ya había trasladado su pódcast a Rumble.
El 11 de diciembre de 2022, anunció planes para finalizar su programa de radio en Cumulus al finalizar su contrato. Cumulus comenzó a retirar gradualmente su programa de la programación de sus estaciones en junio de 2023. Sin embargo, en diciembre de 2023, cambió de opinión y consiguió una extensión de contrato por varios años con Westwood One.
El 20 de abril de 2023, anunció su salida de Fox News, citando negociaciones contractuales fallidas.

#### Conflicto sobre la vacunación obligatoria contra la COVID-19
El 19 de octubre de 2021, dijo que se oponía a los mandatos corporativos de vacunas, aunque dijo que estaba vacunado. Pidió a su empleador, Cumulus Media, que pusiera fin a su mandato de vacunación, que se había anunciado en septiembre. Los empleados no vacunados de Cumulus ya habían sido despedidos el 11 de octubre y reemplazados.
«Puedes tenerme a mí o al mandato, pero no puedes tenernos a ambos», dijo en su programa. Después de tomarse casi dos semanas de descanso, regresó para anunciar que estaba negociando su ultimátum con Cumulus, y comenzando un fondo para exempleados de Cumulus despedidos debido al mandato de vacunación.
Brian Rosenwald, un historiador de programas de radio, consideró que la solicitud de Bongino nunca fue un ultimátum y vio pocas razones para que Cumulus o su anfitrión cortaran lazos. Rosenwald comentó:
Creo que fue una estrategia cínica, hasta cierto punto. Había un incentivo para que se quedara con ellos debido a esa plataforma, y han invertido mucho dinero en lanzar este programa y desarrollarlo.
En una entrevista de diciembre de 2021 con The New Yorker, declaró que se había vacunado contra el COVID-19 por consejo de su médico, debido a su linfoma.

## Aspiraciones políticas

### Elecciones al Senado de Estados Unidos de 2012
Se postuló sin éxito para el Senado de Estados Unidos en Maryland en 2012. El excandidato a gobernador Brian Murphy fue su jefe de campaña. Bongino ganó las primarias republicanas el 3 de abril de 2012, con el 33,8 por ciento de los votos, derrotando a otros nueve candidatos. Perdió las elecciones generales de forma aplastante, obteniendo sólo el 26,6% de los votos contra el demócrata en el cargo, Ben Cardin, en una batalla electoral entre tres candidatos.

### Elecciones a la Cámara de Representantes de 2014
Se postuló para el escaño de la Cámara de Representantes de Estados Unidos por el 6.º distrito congresional de Maryland en las elecciones de 2014 contra el demócrata en el cargo John Delaney. Perdió ante Delaney por un estrecho margen de 1,5 puntos porcentuales. Ganó en cuatro de los cinco condados del distrito, pero tuvo un déficit de 20 500 votos en la parte del distrito del condado de Montgomery en los suburbios exteriores de Washington.

### Elecciones a la Cámara de Representantes de 2016

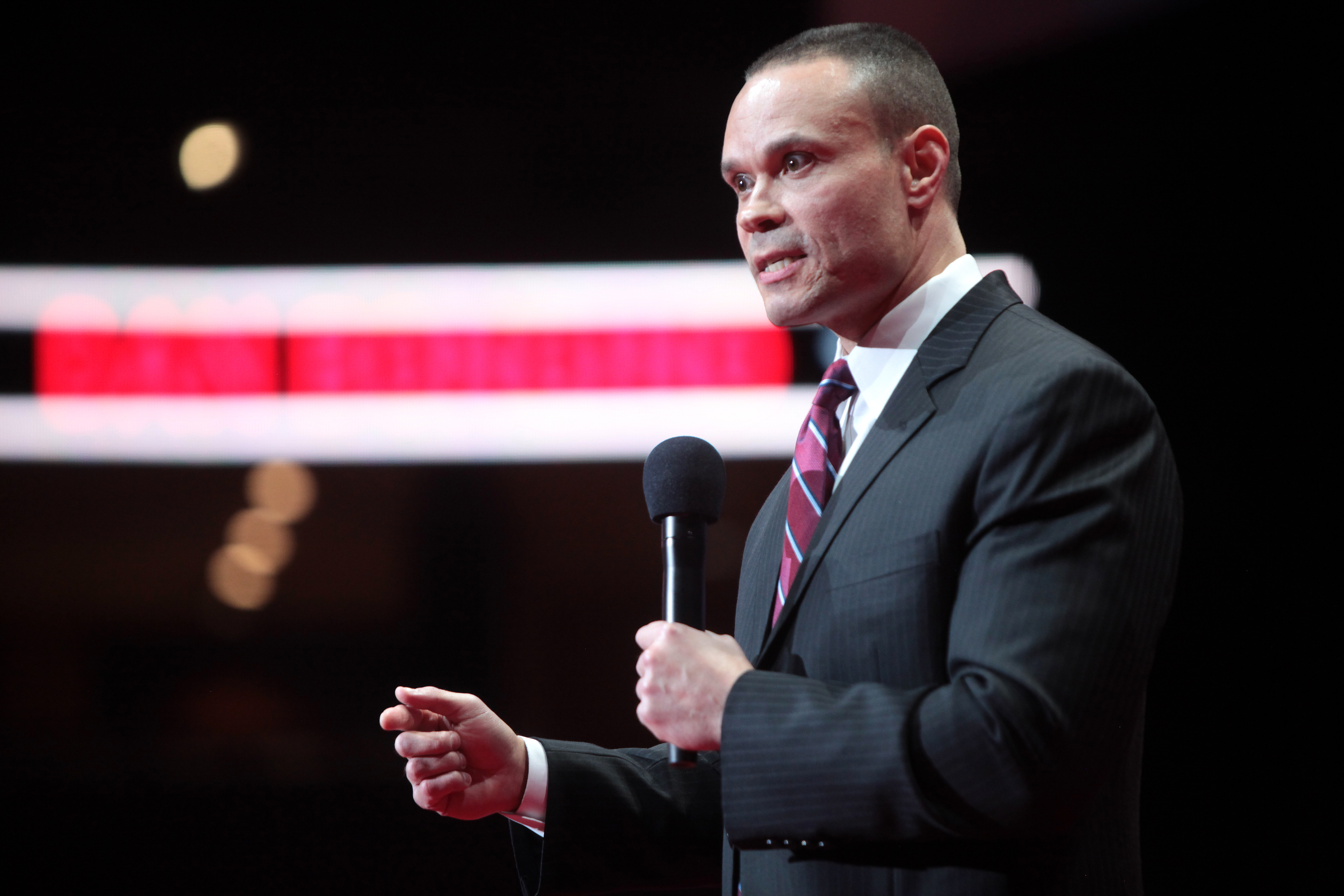
Bongino hablando en un evento en febrero de 2016.

Después de mudarse a Florida en 2015, contempló postularse para el Senado de los Estados Unidos y el 18.º distrito congresional de Florida en 2016. Sin embargo, en junio de 2016, declaró que buscaría la nominación republicana para el 19.º distrito congresional de Florida. Se enfrentó a Chauncey Goss, un concejal de la ciudad de Sanibel que buscó el escaño en 2012, y a Francis Rooney, un empresario y ex-embajador de Estados Unidos ante la Santa Sede, en las primarias.
En una entrevista de agosto de 2016 con un periodista de Politico, se lanzó a una diatriba plagada de blasfemias contra el periodista, quien le preguntó sobre una historia en el Naples Daily News que Bongino dijo que era deshonesta. La llamada telefónica grabada fue publicada por Politico. Quedó tercero en las primarias de agosto de 2016, perdiendo la nominación ante Rooney.

## Director adjunto del FBI (2025-presente)

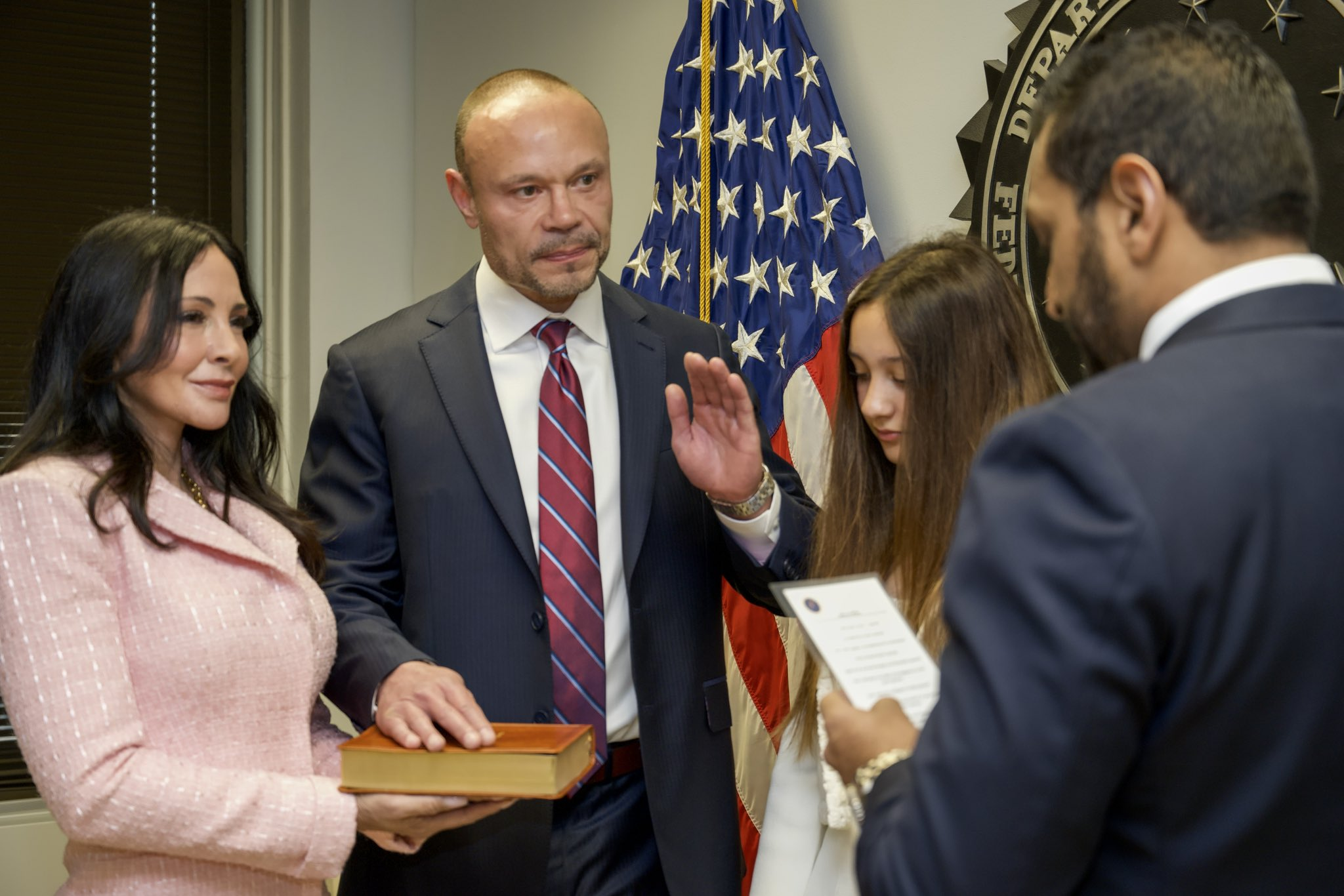
Bongino juramentado por el director del FBI, Kash Patel, el 17 de marzo de 2025.

El 23 de febrero de 2025, el presidente Donald Trump anunció que Bongino sería el próximo director adjunto del Buró Federal de Investigaciones (FBI). Asumió el cargo el 17 de marzo. A diferencia del director del FBI, el puesto de subdirector no requiere la confirmación del Senado.

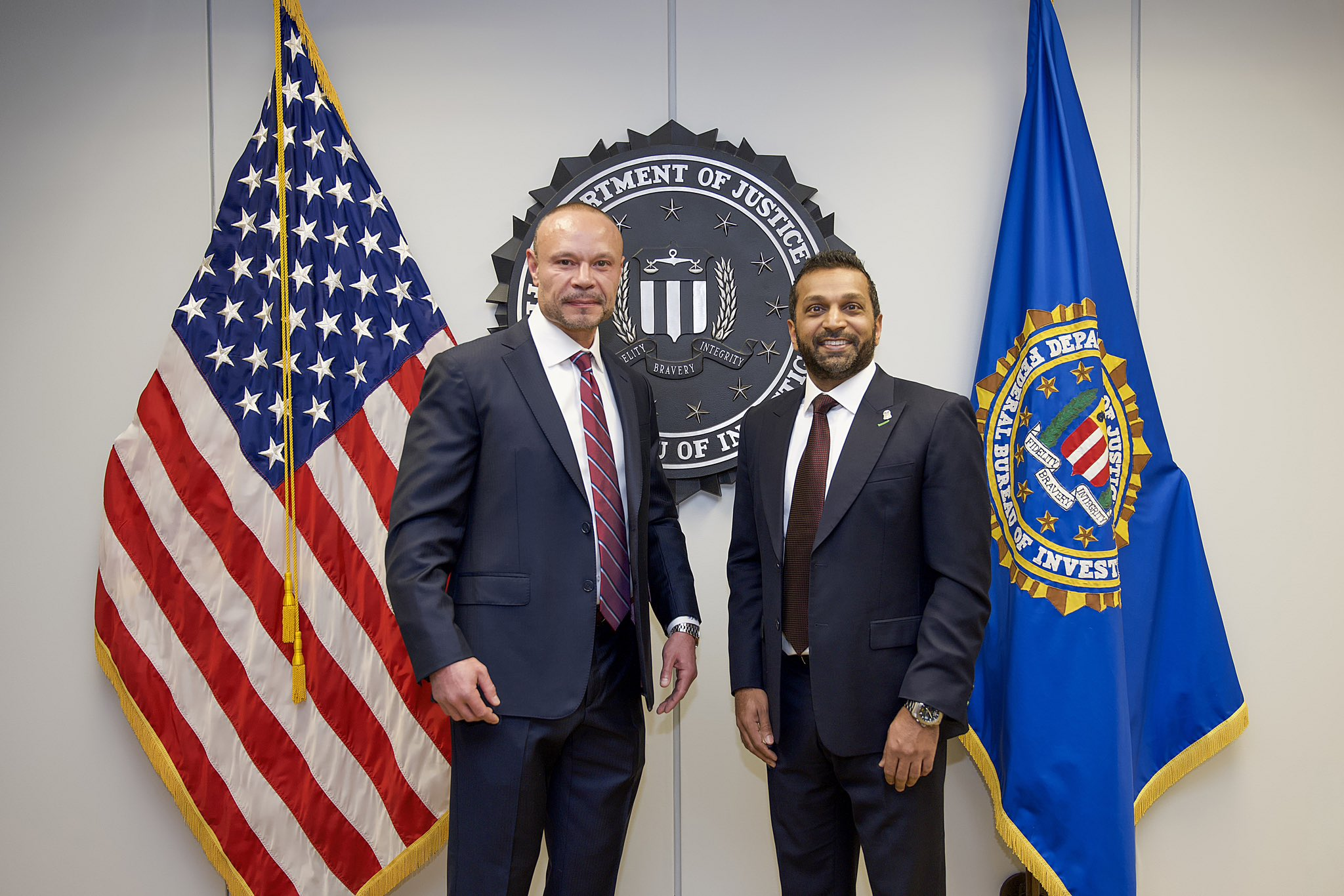
Bongino con el director Kash Patel en la sede del FBI, marzo de 2025.

## Opiniones y declaraciones políticas
En 2018, dijo: «Mi vida actual gira en torno a derrotar a los liberales. Eso es todo». Es partidario del presidente Donald Trump.
Según Mother Jones, es miembro de Groundswell, un grupo de activistas conservadores que trabajan para promover causas conservadoras.
Ha calificado la investigación sobre una posible colusión entre Trump y Rusia como una «estafa total», y es un defensor de la teoría de conspiración Spygate. En mayo de 2018, Trump lo citó en un tuit diciendo que el exdirector de la CIA, John O. Brennan, «ha deshonrado a toda la comunidad de inteligencia. Es el único hombre que es en gran medida responsable de la destrucción de la fe de los estadounidenses en la comunidad de inteligencia y en algunas personas en la cima del FBI». También fue citado alegando que Brennan estaba «preocupado por mantenerse fuera de la cárcel».
En mayo de 2018, después de que el congresista republicano Trey Gowdy y algunos expertos legales conservadores desafiaran las afirmaciones de Trump de que el FBI había espiado su campaña presidencial de 2016, afirmó que Gowdy había sido «engañado» por el Departamento de Justicia. En febrero de 2019, acusó al fiscal general adjunto Rod Rosenstein de intentar un golpe de Estado contra Trump.
Según se informó, le dijo al Comité Judicial de la Cámara de Representantes durante las audiencias sobre la brutalidad policial que los esfuerzos por reducir la financiación de los departamentos de policía eran una «abominación» que debería abandonarse «antes de que alguien salga lastimado».
Después de que Joe Biden ganó las elecciones presidenciales de 2020 y Trump se negó a reconocer la derrota, respaldó las falsas afirmaciones de fraude electoral de Trump y afirmó que los demócratas habían manipulado las elecciones. El grupo activista global Avaaz.org lo incluyó entre los cinco principales «superdifusores de desinformación electoral».
Fue un fuerte crítico de los mandatos de uso de mascarillas durante la pandemia de COVID-19, afirmando que las mascarillas eran en gran medida ineficaces y ridiculizándolas en ocasiones como «pañales faciales».

## Escritura
Es autor de varios libros relacionados con su carrera en la aplicación de la ley, la política y el apoyo a Donald Trump.
Su primer libro, Life Inside the Bubble, se publicó en 2013 y detalla sus experiencias como agente del Servicio Secreto, incluido su trabajo protegiendo a los presidentes George W. Bush y Barack Obama, investigando crímenes federales y postulándose para el Senado de los Estados Unidos. En 2016, publicó The Fight: A Secret Service Agent's Inside Account of Security Failings and the Political Machine, que se centra en cuestiones de seguridad y corrupción política.
En 2019, publicó Spygate: The Attempted Sabotage of Donald J. Trump, que promueve la teoría de la conspiración Spygate, alegando que hubo una vigilancia indebida de la campaña de 2016 de Donald Trump. Más tarde ese año, lanzó Exonerated: The Failed Takedown of President Donald Trump by the Swamp, que figuraba en la lista de los más vendidos del New York Times con un símbolo de daga, lo que indica que tuvo una gran cantidad de ventas al por mayor que influyeron en su clasificación. En agosto de 2020, negó que las compras al por mayor hubieran contribuido a la ubicación del libro, afirmando que el único evento de ventas al por mayor tuvo lugar un mes después de que apareció en la lista.

## Vida personal
Está casado con Paula Andrea, de soltera Martínez, quien nació en Colombia. Tienen dos hijas. En 2012, él y su esposa operaban tres negocios desde casa: vendían ropa para artes marciales, diseñaban sitios web y brindaban consultoría sobre seguridad y gestión de riesgos. Mientras se postulaba para un cargo en 2016, se resistió a hablar sobre sus intereses comerciales y dijo que él y su esposa los habían cerrado.
Vivió en Severna Park (Maryland) desde 2002 hasta 2015, cuando se mudó a Palm City (Florida).
Anunció en junio de 2020 que había comprado una «participación accionaria» de valor no especificado en Parler, una plataforma de redes sociales alternativa.

#### Diagnóstico de cáncer
El 23 de septiembre de 2020, anunció que le habían encontrado un tumor de siete centímetros en la garganta. Agregó que no estaba seguro de si el tumor era benigno o maligno, pero que volaría a Nueva York el 25 de septiembre para realizar más exámenes. El 2 de octubre, dijo que había recibido una «mala llamada telefónica» de los médicos y anunció que sería sometido a una cirugía el 7 de octubre.
Después de su cirugía, tuiteó que le habían quitado «todo el tumor» del cuello, pero que probablemente tenía linfoma. Dijo que recibiría tratamiento en el futuro. El 16 de octubre, confirmó que recibió un diagnóstico oficial de linfoma de Hodgkin y agregó que continuaría el tratamiento en consulta con sus médicos. En una entrevista en julio de 2021, anunció que había «vencido» al cáncer.

## Publicaciones
- Bongino, Dan (19 de noviembre de 2013). Life Inside the Bubble: Why a Top-Ranked Secret Service Agent Walked Away from It All. WND Books. ISBN 978-1-938067-36-5. OCLC 858126450.
- Bongino, Dan (12 de enero de 2016). The Fight: A Secret Service Agent's Inside Account of Security Failings and the Political Machine. St. Martin's Press. ISBN 978-1-250-08298-5. OCLC 924683173.
- Bongino, Dan (6 de octubre de 2020). Follow the Money: The Shocking Deep State Connections of the Anti-Trump Cabal. Nueva York: Post Hill Press. ISBN 9781642936599.
- Bongino, Dan (12 de septiembre de 2023). The Gift of Failure (And I'll rethink the title if this book fails!). New York: Post Hill Press (Liberatio Protocol). ISBN 9798888450635.